# شامالغان
شامالغان (به قزاقی: Ushkonyr) یک منطقهٔ مسکونی در قزاقستان است که در شهرستان قره‌سای واقع شده‌است. شامالغان ۱۳٬۶۱۶ نفر جمعیت دارد.